# Phil Younghusband
Philip James Younghusband (ur. 4 sierpnia 1987 w Ashford w Anglii) – filipiński piłkarz występujący na pozycji pomocnika lub napastnika. Obecnie nie gra w żadnym klubie.

## Życiorys
Phil Younghusband jest synem dyplomowanego księgowego Philipa oraz Susan. Jego brat – James – również jest zawodowym piłkarzem i przez długo grał w tych samych zespołach, co Phil. Jeszcze jako młody chłopiec Phil przykuł na siebie uwagę skautów jednego z najbardziej utytułowanych angielskich klubów – Chelsea, którzy zainteresowali się również pozyskaniem jego brata. Filipińczyk już w wieku dziesięciu lat przeprowadził się do Londynu, gdzie rozpoczął treningi z młodzieżową drużyną Chelsea. Następnie został przeniesiony z zespołu juniorów do rezerw pierwszej drużyny „The Blues”. Younghusband uczęszczał do jednej z salezjańskich szkół w południowo-zachodnim Londynie. Już w dzieciństwie zawodnik ten uwielbiał grać na pozycji napastnika. W 2005 roku filipińska federacja piłkarska zawiadomiła rodziców Younghusbanda, że jeśli młodzieżowa reprezentacja Filipin zakwalifikuje się do turnieju Southeast Asian Games, to dobrze by było, gdyby Phil wraz ze swoim bratem wystąpił w tym turnieju. Tak też się stało i utalentowani bracia zagrali w Southeast Asian Games. Phil na turnieju tym zdobył dwa gole (oba w wygranym 4:2 spotkaniu przeciwko Malezji), co otworzyło mu drogę do występów w dorosłej reprezentacji. W późniejszym czasie coraz częściej dostawał szanse występu w rezerwach Chelsea. Gdy James odszedł do zespołu Staines Town F.C., Phil zdecydował się pozostać w Londynie. W międzyczasie Younghusband stał się bardzo rozpoznawalną postacią na Filipinach. Phil podobnie jak swój brat jest jednym z najlepszych piłkarzy w swoim kraju i stanowi o sile reprezentacji Filipin.